# 體內射精

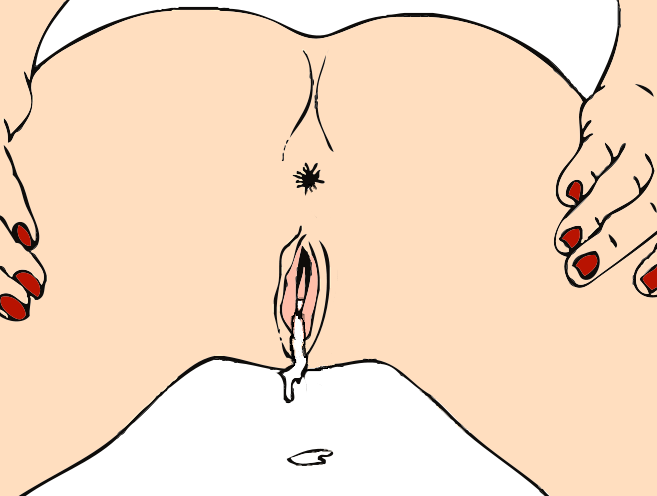
陰道內射後精液由體內流出

體內射精（英語：internal ejaculation）簡稱內射，是指在沒有使用保險套的性交行为中，男性在達到性高潮時在女性伴侶的阴道中射精的情況，广义上也包括肛交时在直肠中射精。在女性陰道內的體內射精是引發體內受精並使之懷孕的主要方式，而由於能夠導致意外怀孕并能通过精液傳遞性傳染病，體內射精被視為一種不安全性行為。

## 定義與釋義
人類男性與女性在進行陰道性交，陰莖在女性陰道內達到高潮時、於陰道內射精稱為體內射精；精液內的精子並會通過陰道向子宮頸泳動。而在男男性行為中，體內射精是指於陰莖於肛門、直腸內進行的射精。人類男女進行的肛交也同樣可以發生肛門體內射精，不過射精者通常都是由生理男性主導。

### 與體內受精之區別
人類是一種體內受精的動物，男女在陰道內進行的體內射精也是一種完成體內受精的方式。不過體內受精是指精子與卵子在體內結合形成受精卵的生物繁殖方式，因此所有能夠使精卵自然在體內的射精方式都可以完成體內受精，並不一定需要進行體內射精。也就是說，體外排精但精液流入陰道並導致懷孕仍然是體內受精，但不是體內射精。

### 與體內授精之區別
授精是指「有意」或「刻意」的將雄性動物的精子或精液送入雌性動物體並使雌性動物受精、達到生殖目的的行為。在人類上使用，就是有意或刻意藉由前述方式使人類女性懷孕的行為。人類的授精通常分為「自然授精」與「人工授精」，其中自然授精是指非通常性伴侶的第三方男性以性交的方式使精液進入女性體內，並且不包含提供已被取出體外的精子或精液之狀況。因此，自然授精通常包含體內射精的過程。人工授精則是以非性交的方式，將精液送入女性的子宮或子宮頸的受精方法，因此人工授精不會包含體內射精的過程。無論是自然授精或人工授精都是一種「在體內」的授精過程，雖然將精液放置在陰道口等體外部分也有懷孕的機率，但為了保證受精，通常還是會直接將精液放入體內。
將精子與卵子取出體外，並以人工方式在體外結合稱為體外人工受精，這是唯一不涉及體內射精、體內授精與體內受精的人類繁衍方式。在目前的技術中，仍須將結合之胚胎放回人類女性的子宮內。

## 不安全性行為

### 意外懷孕
體內射精最主要的不安全性來自於意外懷孕以及接續所造成的的墮胎問題，不過使用性交中斷法避免體內射精也還是有相當高的意外懷孕風險。安全期計算也是一種科學的避孕方法，在女性月經週期保持規律、穩定的前提下於安全期發生體內射精並不會懷孕。但由於女性的月經週期會隨生活外在環境與內在心理因素影響而變動，因此實際生活中，以安全期計算來避免懷孕仍有相當高的意外懷孕風險。避免體內射精造成懷孕的較佳方法為服用事前或事後避孕藥，但可能會造成女性性激素、月經週期失調或是不孕，大部分說法認為事前避孕藥的副作用與負面影響較事後避孕藥相對要少。

### 性病傳染
體內射精被認為是一種缺乏保護、不安全的性行為，並會增加感染性傳播疾病的風險，尤其經由肛門性交的性病風險更顯著增加，例如2004年被公開的個案，新進色情女演員Lara Roxx是被查出在與男演員Darren James在被拍攝肛交時多重感染，包括人類免疫缺陷病毒。而该位男演员则被查出在一次前往巴西旅程中与另一女人在缺乏保护下肛交时感染该病毒，雖然回程之後檢驗結果呈陰性反應，但直到確定染病而停演色情片時，曾與他工作的十三位女演員已有三位被他傳染。
2012年，美國加州公投通過「成人電影業較安全性行為法案」B號提案（簡稱AB-332法案）擬禁止內射，但洛杉磯政府2013年5月24日選擇將此提案暫時擱置。前色情演員潔西（Jessie Rogers）自拍一段名為「我有性病」的短片呼籲政府與民眾重視安全性行為，並接受媒體採訪，揭露「成人影片界（幾乎人人都有皰疹等性病）真相」，工作環境有如性病大染缸。
不過其實多數的性傳染病在無套性交的狀況下即會傳染，體內射精由於相對更長的性器官接觸時間、更多的體液交換量而較體外排精有更高的性病感染機率，但體內射精並不是性病是否傳染的決定因子。

## 情色文化

### 情色用語
體內射精是色情片与性产业中常見的用語。日語称体内射精为「射精」，即陰道腔內射精之意；又以作為描述體內射精的俚語，漢語圈也深受日本影響使用「中出」來描寫內射。英語在情色用語中通常称为「cum-inside」（射在裡面）或「creampie」（奶油派、奶油餡餅），則更強調精液從體內「滴滲流出」。
英語中的「creampie」原指一種西式餡餅，意思是里面充滿鲜奶油醬汁的甜点，在咬開或瓣開後，醬汁由內部慢慢流出來，用以形容被射精後精液溢出的陰裂或股溝。「creampie」與日語雖皆是指體內射精，但語意亦稍有差別，「中出」並沒有「滴滲流出」的含意。此外在男同性戀行為中的體內射精又作「breeding」或「seeding」。

### 成人影片
體內射精在成人影片中作為一種射精鏡頭，是一種相對較晚出現的的情色主題。在美國的色情文化中，大概在2000年代以後才開始出現「creampie」的用法，日本的色情影片也是在1990年代後半才出現的色情影視。在體內射精之前，往往是以顏射（facial）、頸射（pearl necklace）等其他體外射精的方式呈現。體內射精受到偏愛，通常是因為它偏離了過往色情影片的慣例，呈現了一種更貼近日常生活中真實性行為的方式。

#### 偽造的體內射精影像
「中出し」或是「Creampie」是成人色情影片用來提升買氣的噱頭，但體內射精的高風險會使影片成本提升，為了使AV女優願意接受體內射精，就必須付出較高的片酬。因此網路傳言或是有些演員指出，有些片商在拍攝體內射精鏡頭時，會使用以蛋白、煉乳等其他與精液型態相似的物質，製造出乳白色的流質液體預先置在女星陰道內，再拍攝其流出的鏡頭以偽造中出鏡頭。而在一些「有碼」的影片中，「假內射」更為容易出現，不過也因此有片商以「生內射」（即絕對真實的體內射精）作為招徠。